# Klini
Klini (en rus: Клины) és un poble (un possiólok) de l'óblast de Vladímir, a Rússia, que en el cens del 2010 tenia 41 habitants. Pertany al districte de Koltxúguino.